# Incendie de Richardson Ridge

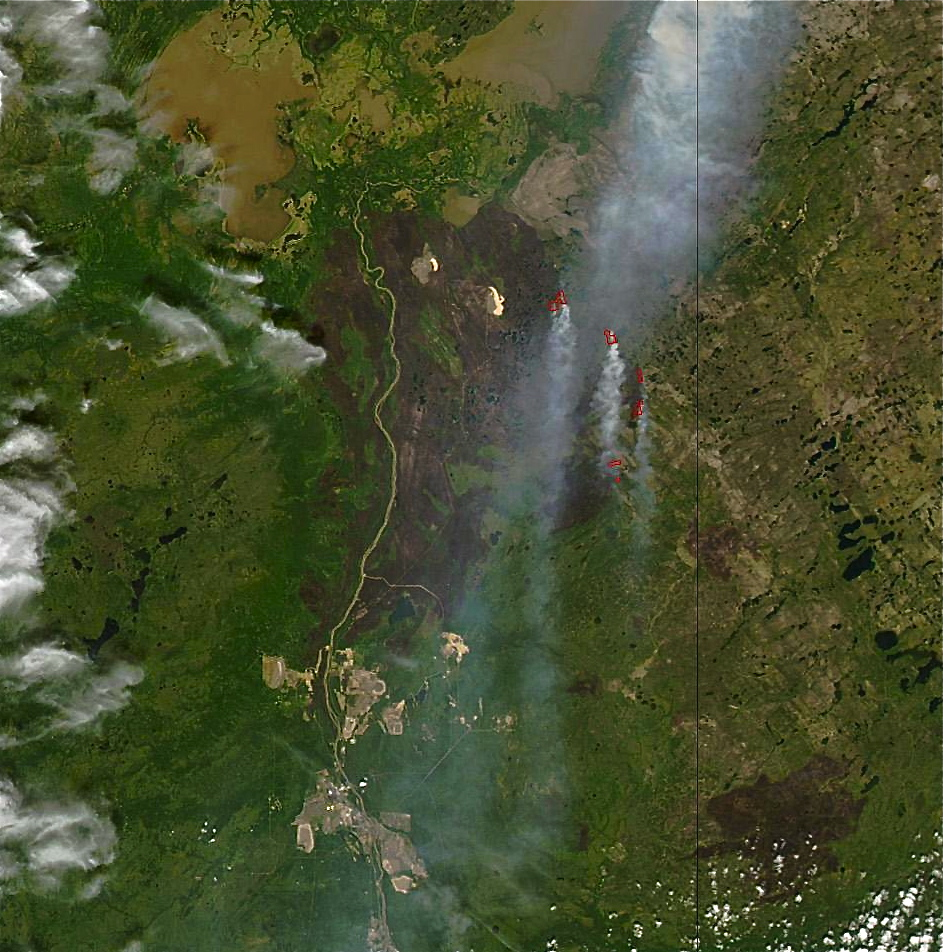

L’incendie de Richardson Ridge (en anglais : Richardson fire) est un important feu de forêt qui, entre le 15 mai et le mois de septembre 2011, a ravagé plus de 700 000 hectares dans la zone de Richardson Ridge (aussi connue comme le Richardson Backcountry), au nord de la ville de Fort McMurray, dans la province de l'Alberta, au Canada.
Il s'agit du deuxième plus grand feu de forêt de la province et le plus important depuis les années 1950.